# Charakterschuld
Charakterschuld ist ein Ausdruck aus dem Strafrecht. Die Charakterschuld (auch Dispositionsschuld) lässt den Täter für das haften, was er ist. Ihm wird seine Persönlichkeit vorgehalten, wovon auch Erbanlagen und ähnliche Faktoren nicht ausgenommen sind, die vom Täter nicht beeinflusst werden. Die Charakterschuld ist ein Begriff des mittlerweile überholten Täterstrafrechts.